# Melwin Pantzar
Jan Patrick Melwin Pantzar (* 10. April 2000 in Valsta) ist ein schwedischer Basketballspieler.

## Werdegang
Pantzar verließ sein Heimatland, in dem er für den Sigtuna Basketbollklubb sowie die Solna Vikings gespielt hatte, bereits als 16-Jähriger und wechselte in die Nachwuchsabteilung von Real Madrid. Im Laufe des Spieljahres 2017/18 wurde er erstmals in der Liga ACB eingesetzt. 2019 gewann er als Ergänzungsspieler mit Real die spanische Meisterschaft. In der Saison 2019/20 stand er bei AS Monaco unter Vertrag. Während er in der Profimannschaft wenig Einsatzzeit erhielt, war er in Monacos Jugendmannschaft unter seinem Landsmann Kenny Grant als Trainer Leistungsträger.
Er ging nach Spanien zurück und spielte von 2020 bis 2023 für den Zweitligisten CB Valladolid. Am Ende der Saison 2020/21 wurde er leihweise an den spanischen Erstligisten Bàsquet Manresa abgegeben.
Mit seinen in Valladolid gezeigten Leistungen empfahl sich der Schwede für einen festen Vertrag in der Liga ACB, im Sommer 2023 nahm er ein Angebot von CB Bilbao Berri an. Er gewann im April 2025 mit Bilbao den europäischen Wettbewerb FIBA Europe Cup. Pantzar war im Finalrückspiel gemeinsam mit dem Norweger Harald Frey (jeweils 17 Punkte) gegen PAOK Thessaloniki der beste Korbschütze seiner Mannschaft.
Ende Juni 2025 wurde Pantzar von Unicaja Málaga unter Vertrag genommen, blieb aber mittels Leihabkommen vorerst in Bilbao.

### Nationalmannschaft
2019 erhielt Pantzar seine erste Einberufung in die schwedische Herrennationalmannschaft. Sein erstes A-Länderspiel bestritt er gegen die deutsche Nationalmannschaft. Im Februar 2023 führte er die schwedische Auswahl erstmals als Mannschaftskapitän an, auch das geschah in einem Spiel gegen Deutschland.